# Protoplectron peterseni
Protoplectron peterseni is een insect uit de familie van de mierenleeuwen (Myrmeleontidae), die tot de orde netvleugeligen (Neuroptera) behoort. 
Protoplectron peterseni is voor het eerst wetenschappelijk beschreven door New in 1985.